# Шмарёв, Алексей Тихонович
Алексей Тихонович Шмарёв (при рождении Быков Алексей Михайлович; 18 января 1913, Нальчик — 1993, Москва) — советский нефтяник и учёный, государственный и хозяйственный деятель. Один из выдающихся организаторов нефтяной и газовой промышленности, крупный специалист в области геологии, бурения и разработки нефтяных и газовых месторождений. Руководил «Татнефтью», Совнархозом Татарской АССР. Заместитель министра геологии РСФСР. Лауреат Ленинской премии.

## Биография
Родился 18 января 1913 года в Нальчике (ныне Кабардино-Балкария). Начинал трудовую деятельность в 1930 году бурильщиком в тресте «Майнефть» (Нефтегорск). В 1938 году окончил Грозненский нефтяной институт. Член ВКП(б) с 1941 года.
В 1940—1942 годах был управляющим трестом «Ишимбайнефть». В 1941 году вступил в ВКП(б). В 1942 году его назначили управляющим «Туймазанефти». Организовал в Ишимбае первую контору турбинного бурения.
Директор конторы бурения, управляющий трестов «Туймазанефть», «Ишимбайнефть» (9.1945 — 5.1948), «Башнефтеразведка» (— 9.1945), зам. начальника объединения «Башнефть» (1938—1950); первый начальник объединения «Татнефть» (1950—1956; его сменил другой ишимбаец — Валентин Дмитриевич Шашин); первый начальник Главного управления газовой промышленности при Совете Министров СССР (1956—1957 гг.), председатель Татарского СНХ, зам. председателя ВСНХ РСФСР, председатель Средневолжского СНХ (1957—1965); заместитель министра геологии РСФСР (10.1965 — 1977). Доктор технических наук (1966).
В 1977 году вышел на пенсию, после чего перешел на работу в научные учреждения: зам. директора ВНИИГНИ (1977—1986); старший научный сотрудник ВНИПИморнефть (1989—1993).
Депутат ВС РСФСР 3 и 6 созывов. Депутат ВС СССР 5 созыва (1958—1962).
Умер 2 июня 1993 года. Похоронен в Москве на Троекуровском кладбище.

## Сочинения
Автор многих научных трудов, рационализаторских предложений, изобретений, книг.
- Развитие буровых работ в Башкирии и Татарии [Текст]. — Москва: Недра, 1966. — 262 с. : ил.; 22 см

## Награды и премии
- Сталинская премия третьей степени (1950) — за разработку и осуществление скоростных методов бурения нефтяных скважин
- Ленинская премия (1962) — за новую систему разработки нефтяных месторождений с применением внутриконтурного заводнения и её осуществление на крупнейшем в СССР Ромашкинском нефтяном месторождении
- два ордена Ленина (1948; 1956)
- пять ордена Трудового Красного Знамени (1942; 1950; 1963; 1968; 1971)
- орден «Знак Почёта» (1949)
- орден Дружбы народов (1981)
- медали
- Памятная медаль СЭВ в связи с пуском газопровода «Дружба».
- Почётный нефтяник СССР
- Почётный разведчик недр
- заслуженный нефтяник Татарской АССР.

## Память
- В память об Алексее Шмарёве руководство «Татнефти» выпустило книгу, посвящённую его жизни и деятельности.
- Сквер имени Шмарёва (Бугульма)
- Памятник в Бугульме